# Władcy Rusi Kijowskiej
Władcy Rusi Kijowskiej

## WładcyKijowa

### Pierwsi książęta kijowscy (legendarni)
| Daty panowania | Władca               |
| -------------- | -------------------- |
| VI w. ?        | Kij, Szczek i Choryw |
| 864-882        | Askold i Dir         |

### Wielcy książęta kijowscy
| Daty panowania | Władca                                          |
| -------------- | ----------------------------------------------- |
| 882-912        | Oleg Mądry                                      |
| 912-945        | Igor I                                          |
| 945-962        | Olga regentka                                   |
| 962-972        | Światosław I                                    |
| 972-978        | Jaropełk I                                      |
| 978-1015       | Włodzimierz I Wielki                            |
| 1015-1016      | Światopełk I Przeklęty                          |
| 1016-1018      | Jarosław I Mądry                                |
| 1018-1019      | Światopełk I Przeklęty                          |
| 1019-1024      | Jarosław I Mądry                                |
| 1024           | Mścisław Chrobry                                |
| 1024-1054      | Jarosław I Mądry                                |
| 1054-1068      | Izjasław I                                      |
| 1068-1069      | Wsiesław Briaczysławicz                         |
| 1069-1073      | Izjasław I                                      |
| 1073-1076      | Światosław II                                   |
| 1077           | Wsiewołod I                                     |
| 1077-1078      | Izjasław I                                      |
| 1078-1093      | Wsiewołod I                                     |
| 1093-1113      | Światopełk II Michał                            |
| 1113-1125      | Włodzimierz II Monomach                         |
| 1125-1132      | Mścisław I Harald                               |
| 1132-1139      | Jaropełk II                                     |
| 1139           | Wiaczesław I                                    |
| 1139-1146      | Wsiewołod II Cyryl Olegowicz                    |
| 1146           | Św. Igor II Olegowicz                           |
| 1146-1149      | Izjasław II Pantelejmon                         |
| 1149-1150      | Jerzy Dołgoruki                                 |
| 1150           | Wiaczesław I i Izjasław II Pantelejmon          |
| 1150-1151      | Jerzy I Dołgoruki                               |
| 1151-1154      | Wiaczesław I i Izjasław II Pantelejmon          |
| 1154           | Wiaczesław I i Rościsław I Michał               |
| 1154-1155      | Rościsław I Michał                              |
| 1155           | Izjasław III Dawidowicz                         |
| 1155-1157      | Jerzy Dołgoruki                                 |
| 1157           | Izjasław III Dawidowicz                         |
| 1157-1158      | Mścisław II Iziasławicz                         |
| 1158-1161      | Rościsław I Michał                              |
| 1161           | Izjasław III Dawidowicz                         |
| 1161-1167      | Rościsław I Michał                              |
| 1167           | Włodzimierz III Macoszyn                        |
| 1167-1169      | Mścisław II Iziasławicz                         |
| 1169-1170      | Gleb I Jurijewicz                               |
| 1170           | Mścisław II Iziasławicz                         |
| 1170-1171      | Gleb I Jurijewicz                               |
| 1171           | Włodzimierz III Macoszyn                        |
| 1171           | Michał I Jurijewicz                             |
| 1171-1172      | Roman smoleński                                 |
| 1172           | Światosław III czernihowski                     |
| 1172-1173      | Roman smoleński                                 |
| 1173           | Wsiewołod III Wielkie Gniazdo                   |
| 1173           | Światosław III czernihowski                     |
| 1173           | Ruryk II Wasyl                                  |
| 1173-1174      | Jarosław II                                     |
| 1174-1176      | Wsiewołod III Wielkie Gniazdo                   |
| 1176-1178      | Światosław III czernihowski i Roman I smoleński |
| 1178-1180      | Światosław III czernihowski                     |
| 1180-1181      | Ruryk II Wasyl                                  |
| 1181-1194      | Światosław III czernihowski i Ruryk II Wasyl    |
| 1194-1197      | Ruryk II Wasyl i Wsiewołod IV Czermny           |
| 1197           | Ruryk II Wasyl                                  |
| 1197-1202      | Ruryk II Wasyl i Wsiewołod IV Czermny           |
| 1202-1203      | Ingwar I                                        |
| 1203           | Ruryk II Wasyl                                  |
| 1203-1205      | Roman II Halicki                                |
| 1205           | Rościsław II Rurykowicz                         |
| 1205-1206      | Ruryk II Wasyl                                  |
| 1206-1207      | Wsiewołod IV Czermny                            |
| 1207-1210      | Ruryk II Wasyl                                  |
| 1210-1214      | Wsiewołod IV Czermny                            |
| 1214           | Ingwar I                                        |
| 1214-1223      | Mścisław III Dobry Romanowicz smoleński         |
| 1223-1233      | Włodzimierz IV Dymitr Rurykowicz                |
| 1233-1234      | Iziasław IV Mścisławicz smoleński               |
| 1234-1236      | Włodzimierz IV Dymitr Rurykowicz                |
| 1236-1238      | Jarosław II Wsiewołodowicz                      |
| 1238-1240      | Michał II Wsiewołodowicz                        |
| 1240           | Rościsław III Mścisławowicz                     |
| 1240           | Daniel I Halicki                                |
| 1240-1243      | Rościsław III Mścisławowicz                     |
| 1243           | Daniel I Halicki                                |
| 1243-1246      | Michał II Wsiewołodowicz                        |
| 1243-1244      | Rościsław IV                                    |
| 1244-1248      | Rościsław III Mścisławowicz                     |
| 1249-1252      | Aleksander I Newski                             |
| do 1321        | Stanisław kijowski                              |

Giedyminowicze
| Daty panowania  | Władca                              |
| --------------- | ----------------------------------- |
| przed 1331-1362 | Fedor                               |
| 1362-1395       | Włodzimierz Olgierdowicz            |
| 1395-1397       | Skirgiełło Iwan                     |
| 1397-1398       | Iwan Holszański namiestnik          |
| 1398-1399       | Iwan Borysewicz twerski namiestnik  |
| 1400-1418?      | Olelko namiestnik                   |
| 1422-1430       | Andrzej Iwanowicz drucki namiestnik |
| 1430-1438       | Jursza wojewoda                     |
| 1441            | Michał Zygmuntowicz                 |
| 1441-1443       | Gasztołd namiestnik                 |
| 1443-1455       | Olelko                              |
| 1455-1471       | Symeon Olelkowicz                   |

### Wielcy książęta ruscy
| Daty panowania | Władca          |
| -------------- | --------------- |
| 1658-1659      | Jan I Kazimierz |

## Książętawyszogrodzcy
| Daty panowania | Władca                          |
| -------------- | ------------------------------- |
| 1078-1087      | Jaropełk Piotr                  |
| 1087-1104?     | Wiaczesław Jaropełkowicz        |
| 1117-1125      | Mścisław I Harald Wielki        |
| 1136-1137?     | Wsiewołod Mścisławowicz         |
| 1146-1148      | Wiaczesław Monomahowowicz       |
| 1148-1150      | Andrzej I Bogolubski            |
| 1150-1151      | Wiaczesław Monomahowowicz       |
| 1155-1156      | Andrzej I Bogolubski            |
| 1167-1174      | Dawid Rościsławowicz            |
| 1174-1175      | Mścisław Rościsławowicz Chrobry |
| 1175-1177      | Dawid Rościsławowicz            |
| 1177-1180      | Mścisław Władymirowicz          |
| 1180-1197      | Mścisław Borys Dawidowicz       |
| 1199-1205      | Jarosław Włodzimierzowicz       |
| 1218           | Rościsław Rurykowicz            |

## Książętabiałogrodzcy
| Daty panowania | Władca                             |
| -------------- | ---------------------------------- |
| 1107 ?         | Borys                              |
| 1149-1151      | Borys Juriewicz lub Gleb Juriewicz |
| 1161           | Mścisław Rościsławowicz Chrobry    |
| 1161?-1170 ?   | Włodzimierz Igorowicz              |
| 1170-1171      | Rościsław Włodzimierzowicz         |
| 1171-1173      | Mścisław Rościsławowicz Chrobry    |
| 1195-1196      | Wsiewołod Juriewicz                |
| 1196-1199      | Ruryk Rościsławowicz               |

## Książętakaniowscy
| Daty panowania | Władca                     |
| -------------- | -------------------------- |
| 1163-1169      | Rościsław Włodzimierzowicz |
| 1194-1203      | Mścisław Włodzimierzowicz  |
| ?-1223         | Światosław Jarosławowicz   |

## Książętaowruccy
| Daty panowania | Władca                      |
| -------------- | --------------------------- |
| 972-977        | Oleg Światosławowicz        |
| 990-1015       | Światosław Włodzimierzowicz |
| 1160-1169      | Ruryk Rościsławowicz        |
| 1169-1180      | Dawid Rościsławowicz        |
| 1180-1210      | Ruryk Rościsławowicz        |